# マッセー大学
マッセー大学（マッセーだいがく、英: Massey University 、マオリ語: Te Kunenga Ki Purehuroa）は、ニュージーランド北島パーマストンノースに拠点を置くニュージーランド最大の学生数を有する大学。同島最大の農業学校でもある。本校舎のほか、ウェリントン、オークランドに校舎が所在する。

## 歴史
建学は1926年、ニュージーランド農業校法1926の制定を受けるとニュージーランド大学「マッセー・カレッジ」としてトリティア地区に創立する。同学オークランド・カレッジ（現在のオークランド大学）とウェリントン・カレッジ（現在のヴィクトリア大学ウェリントン）の農学部という位置づけで始動した。翌1927年には校名をマッセー農業カレッジへ改称する。本学の建学に尽力したビル・マッセー元ニュージーランド首相に献名した
。
パーマストン・ノース校舎にビクトリア・カレッジの遠隔教育部門を設置したのは1960年で、ニュージーランド大学の解体が翌1961年に実施されると、ヴィクトリア大学の構成部門として傘下に入り、マッセー・カレッジへ改称してウェリントン校舎で授業を始める。同年に工学部を、1962年に獣医学部を置いた。
組織改革は続き、1963年の「マッセー大学法1963」制定を受けて3度目の改称を迎える。新学名はマッセーカレッジ・オブ・マナワツ。理学部、人文学部、社会学部を設置（1965年）、マッセー大学へ改称すると（1966年）、日本語講座が開かれて関屋正彦（関屋貞三郎長男）が講師として1969年まで教えた。その間に人文学部と社会学部を統合して人文/社会学部へ再編（1968年）、1969年には大学院を開設する。1970年代には経営学部を設けた（1971年）。
1990年代にはオークランド北部ノースショア市の開発に伴い1993年にオークランド校舎を開設すると、1996年のパーマストンノース教育大学併合に伴って教育学部へ、また1999年にはウェリントンポリテクニックを引き取って芸術学部に再編した。情報・数理科学部は1994年に設けている。

## 学風と特徴
学生数はおよそ41000人。海外120を超える国と地域から5000人以上の留学生が在籍している。ニュージーランド最大の大学であり、ニュージーランド国内外に在籍するおよそ20000人の学生は、同大学の遠隔教育を受ける学生である。同大学の遠隔教育プログラムは過去35年間で25万人が修了をしている。現在は大学院修士課程までの150の専攻で3000科目を超える講義をインターネットにて配信、通信技術を活用した学生サポートを行っている。
ニュージーランドの高等教育機関として唯一、航空学校を保有している（1990年開設）。獣医学科では国内の獣医資格のほか、オーストラリア、アメリカ合衆国、カナダ、イギリス各国の獣医資格が取得できるため、獣医学を専攻する学生が世界中から集まる。

## 学術組織
- 経営学部　College of Business
  - 会計学　School of Accountancy
  - 航空学　School Aviation
  - 経営大学院　Graduate School of Business
  - 商学部　Department of Commerce
  - コミュニケーション・報道学　Department of Communication and Journalism
  - 経済・財務学　Department of Economics and Finance
  - 人材管理学科　Department of Human Resource Management
  - 経営学科　Department of Management
  - 経営・国際ビジネス学科　Department of Management and International Business
  - 経営および企業開発学科　Department of Management and Enterprise Development
  - マーケティング学科　Department of Marketing

- 芸術学部　College of Creative Arts
  - School of Design
  - School of Fine Arts
  - School of Visual and Material Culture
  - New Zealand School of Music

- 教育学部　College of Education
  - School of Teacher Education and Undergraduate Studies
  - Graduate School of Education
  - School of Arts,Development and Health Education
  - School of Curriculum and Pedagogy
  - School of Education at Albany
  - School of Educational Studies
  - Te Uru Maraurau - Maori and Multicuktural Education
  - Centre for Educational Development (CED)
  - Massey University Administration by Computer (MUSAC)
  - New Zealand Principal and Leadership Centre (NZPLC)

- College of Humanities and Social Siences
  - School of English and Media Studies
  - School of Health Sciences
  - School of History,Philosophy and Classics
  - School of Language Studies
  - School of Maori Studies
  - School of People,Environment and Planning
  - School of Psychology
  - School of Social and Cultural Studies
  - School of Sociology, Social Policy and Social Work
  - Centre for Defence Studies

- College of Sciences
  - Institute of Food, Nutrition and Human Health (IFNHH)
  - Institute of Fundamental Sciences (IFS)
  - Institute of Information and Mathematical Sciences
  - Institute of Information Sciences and Technology
  - Institute of Molecular BioSciences
  - Institute of Natural Resources (INR)
  - Institute of Technology and Engineering
  - Institute of Veterinary, Animal and Biomedical Sciences (IVABS)